# Nyckeln (1617)
Nyckeln, även Riksnyckeln och Stornyckeln, var ett svenskt regalskepp och ett örlogsfartyg som började byggas på det av Kronan bedrivna Ridö skeppsgård på Ridön, men hon fullbordades och sjösattes på Västerviks skeppsgård 1617. Nyckeln förliste 1628 och vraket påträffades i farleden utanför Viksten i Stockholms södra skärgård 1920.

## Skeppet
År 1613 påbörjades byggandet vid Ridö skeppsgård och i Västmanlands städer skrevs för ändamålet ut tjugo timmermän, vilka borgerskapet var skyldiga att hålla med mat. Förutom de tjugo timmermännen ingick amiralen, skotten William Ruthven (död troligen 1614), skeppsbyggmästaren Tomas Nilsson, en skrivare, sex sågare, sex bollar, tre smeder och två kolare i arbetsstyrkan.
För Ridövarvets del verkar arbetet med detta stora skepp ha avslutats våren 1615. Ett brev från 19 maj 1615 omtalar att Eric Jonsson då beordrats att "hit till Stockholms skeppsgård förskaffa det nya skeppet som hans Kungl. Maj:t vid Ridö bygga låtit". Men att "Ridö byggning" som skeppet kallades 1615, varken var helt färdigbyggt eller ännu fått sitt rätta namn känner man till.
I ett brev från Axel Oxenstierna, daterat 19 oktober 1616, kallas skeppet "Nyckelen". Sannolikt var hon döpt till "Rickz-Nyckeln", men både namnet "Nyckelen" och "Stor-Nyckelen" förekommer i det äldre materialet. Ett mindre fartyg Lilla Nyckeln har också funnits.
Riksnyckeln rustades färdig på Västerviks skeppsgård 1617 och hade 28 kanoner. Besättningen har varierat men maximalt varit upp till 116 sjöfolk och 250 knektar. Hon har deltagit i flera stora sjöslag, bland annat i Preussen 1626 och i blockaden av Danzig 1627. Nyckeln har också blivit känd för att vara det skepp som hämtade Gustav II Adolfs blivande brud, prinsessan Maria Eleonora, då hon skulle föras till Sverige för att gifta sig med kungen.

## Förlisningen
Under en svår storm hösten 1628 gick Riksnyckeln på grund och förliste strax utanför Viksten i Stockholms södra skärgård. Hon ligger på åtta meters djup och är illa sönderslagen, dels av de krosskador hon ådragit sig genom att ständigt kastas mot de skarpa klipporna. I jakten på svartek, mynt och kanoner har hon även sprängts ett flertal gånger. Talrikast av de tillvaratagna fynden är ett stort antal kopparmynt, cirka 1750 stycken har hittats. Ett antal bronskanoner bärgades vid dykningar 1920 och dessa finns nu bevarade på Sjöhistoriska museet i Stockholm.